# João-de-barro
O joão-de-barro(Furnarius rufus) é uma ave Passeriforme da família Furnariidae. É conhecido por seu característico ninho de barro em forma de forno (característica compartilhada com muitas espécies dessa família). É a ave símbolo da Argentina, onde é chamado de hornero e tido como "Ave de la Patria", desde 1928.

## Outros nomes, grafias e etimologia
É conhecido em português por vários apelidos, como joão-de-barro, amassa-barro, barreiro, forneiro, maria-de-barro, oleiro, pedreiro, e em espanhol pode ser chamado de hornero común, alonsito e hornero. Também é conhecido por forneiro-ruivo, ou forneiro, também chamado uiracuiar e uiracuité (de origem tupi-guarani Gwirá, "pássaro" e Ku'ya, "cuia/abrigo")[carece de fontes?]
O nome "joão-de-barro" foi selecionado como nome vernáculo técnico para a espécie pelo Comitê Brasileiro de Registros Ornitológicos.

## Descrição
Possui o dorso inteiramente marrom avermelhado (por isso o epiteto específico rufus). Apresenta uma suave sobrancelha, formada por penas mais claras, em leve contraste com o restante da plumagem da cabeça. Rêmiges primárias (penas de voo, nas asas) negradas, visíveis em voo, com as asas abertas. Ventralmente é de coloração mais clara. Tem cerca de 20 cm de comprimento e não apresenta dimorfismo sexual evidente, mas sua plumagem pode mostrar variações regionais; no sul da Argentina tende a ter um tom mais pálido e acinzentado; no Piauí e Bahia as cores são mais fortes, mais avermelhado no dorso e mais escuro e ocre no ventre. Também seu tamanho pode variar, sendo em geral as populações do sul ligeiramente maiores que as do norte.

## Taxonomia, ocorrência
O nome científico do joão-de-barro é Furnarius rufus, tendo sido descrito pela primeira vez por Johann Friedrich Gmelin em 1788. Pertence à ordem dos Passeriformes, família Furnariidae. O gênero Furnarius foi descrito por Louis Jean Pierre Vieillot em 1816. Da espécie partem cinco subespécies:
- Furnarius rufus albogularis (Spix, 1824)
- Furnarius rufus commersoni (Pelzeln, 1868)
- Furnarius rufus paraguayae (Cherrie & Reichenberger, 1921)
- Furnarius rufus rufus (Gmelin, 1788)
- Furnarius rufus schuhmacheri (Laubmann, 1933)

É uma espécie nativa da Argentina, Bolívia, Brasil, Paraguai e Uruguai, ocupando uma vasta região, que vai do sul dos estados brasileiros de Pernambuco, Goiás e Mato Grosso, cobre toda a parte leste da Bolívia, seguindo para o sul pelas encostas da Cordilheira dos Andes até a altura da Pensínsula Valdez, na Argentina, espalhando-se destes limites até o litoral atlântico. Sua população não foi quantificada, mas parece estar aumentando e foi descrita como uma ave comum. Por tais motivos a Lista Vermelha da IUCN a classifica como espécie em condição pouco preocupante. A espécie tem invadido cada vez mais as cidades e, em virtude do desmatamento, que cria campos ou arborização rala, também sua zona de ocorrência está aumentado.

## Ecologia e biologia

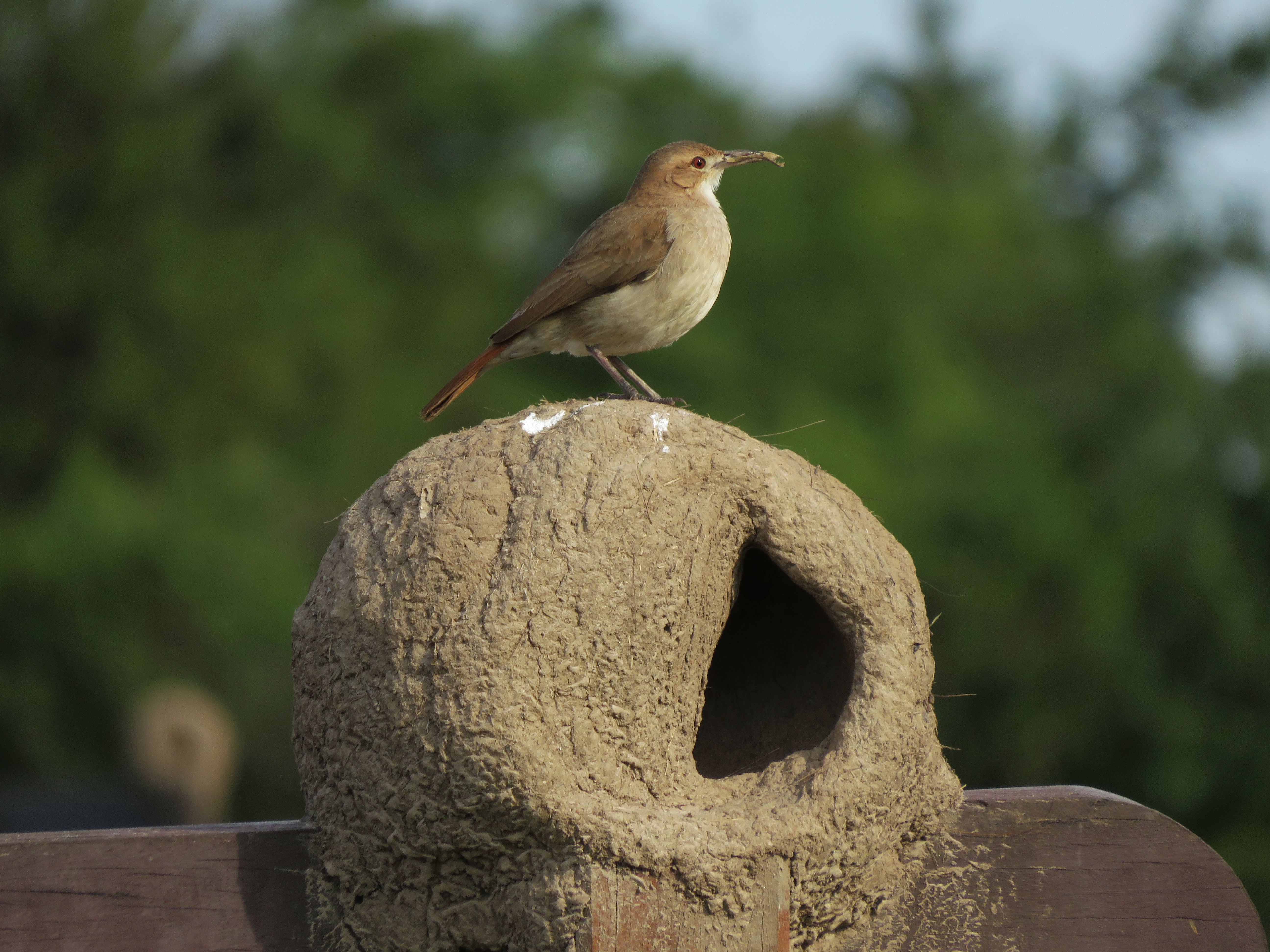
Um joão-de-barro em seu ninho

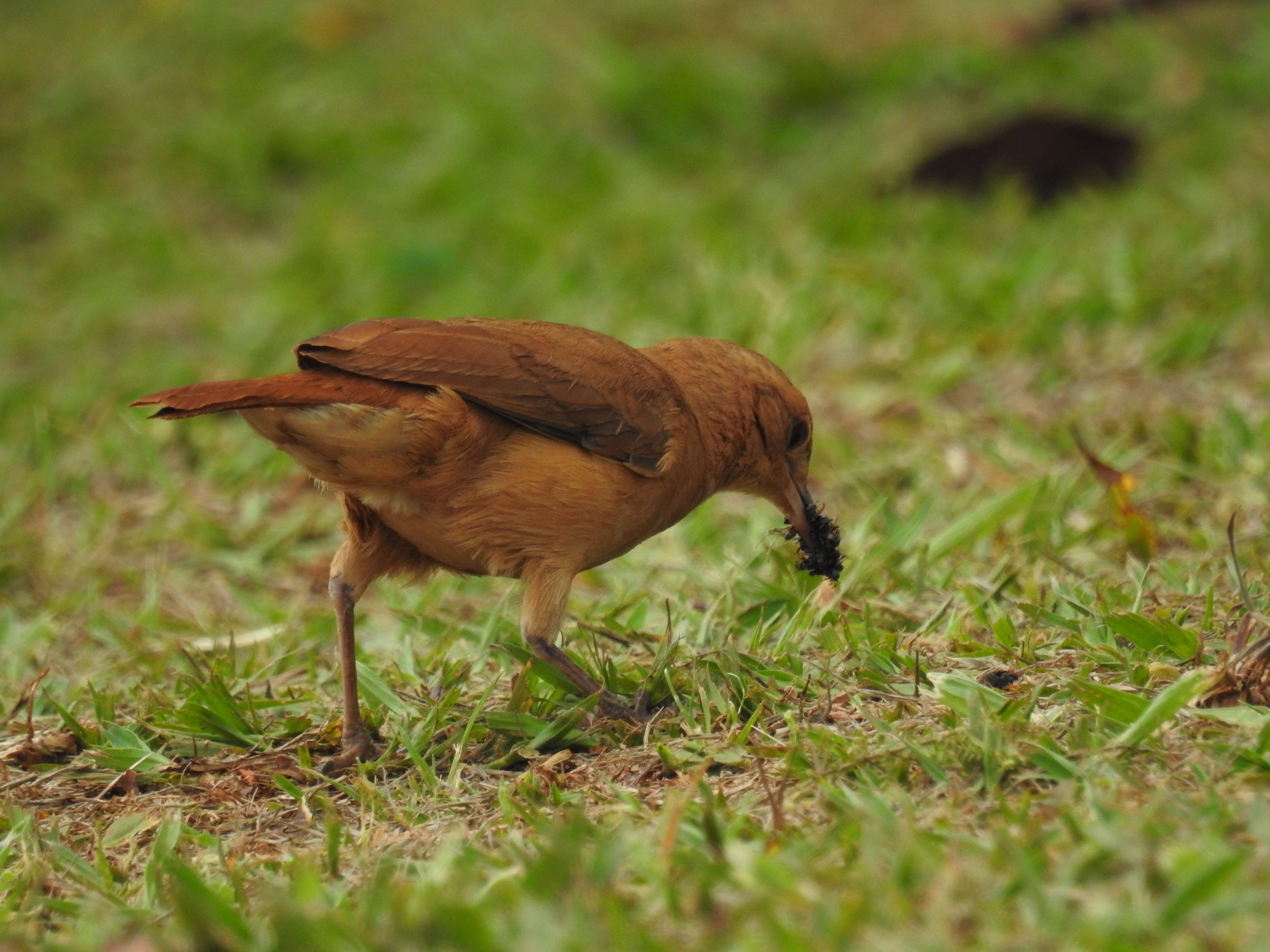
Coletando barro para fazer o ninho

Vive em áreas de vegetação esparsa ou em campos abertos. Passa grande parte do tempo no solo, destacando-se por seu andar pausado característico, que alterna com pequenas corridas. Alimenta-se de insetos e larvas, aranhas e outros artrópodes. Pode ocasionalmente ingerir sementes. Raramente forrageia nas árvores. São monógamos e os casais permanecem unidos por longo tempo. Defendem seu território ao longo de todo o ano, tanto a fêmea como o macho, mas podem pernoitar fora de sua área. Têm o hábito de cantar juntos à entrada do ninho, agitando suas asas.
Seu ninho tipicamente em forma de forno o tornou popular. Em estado natural prefere os galhos baixos de árvores e troncos secos para nidificar, escolhendo pontos que possuam boa visibilidade do entorno, mas se não encontra um local adequado, pode nidificar até no chão ou sobre alguma rocha saliente. Em zona urbana, onde está perfeitamente adaptado, prefere postes elétricos, podendo construir também sobre edificações humanas. O hábito que tem de usar postes de eletricidade para nidificação tem causado problemas de manutenção para as empresas de energia elétrica. Não há relação direta entre a construção de ninhos e o período reprodutivo. A ave passa quase todo o ano envolvida em construções, às vezes mais de uma ao mesmo tempo, o que pode ser explicado pelo grande índice de perdas de ninhos por invasões de outros animais, acidentes com destruição e intervenção humana, e pela disponibilidade de barro fresco, que depende do regime de chuvas.
O casal se reveza na construção do ninho, uma estrutura em formato de forno, com 17 a 30 cm de diâmetro e uma altura de cerca de 20 cm, que pode pesar até 12 kg, embora a média seja de 5 kg. Divide-se em uma base ou plataforma, um vestíbulo estreito e uma câmara incubadora mais ampla, arredondada. A entrada tem em geral uma forma elíptica ou em crescente. Seu material é o barro, a palha e o esterco fresco. Todos os anos constroem um ninho novo, mas às vezes podem reformar um antigo. Também podem construir mais de um ao mesmo tempo. A construção leva de 2 a 18 dias para terminar, conforme a disponibilidade de material, mas se este falta podem interromper o trabalho e iniciar outro ninho quando as chuvas formam novo barro. Depois de pronto o casal se ocupa em forrar a câmara incubadora — o que nem sempre ocorre — com fibras vegetais, pelos, cerdas e penas.

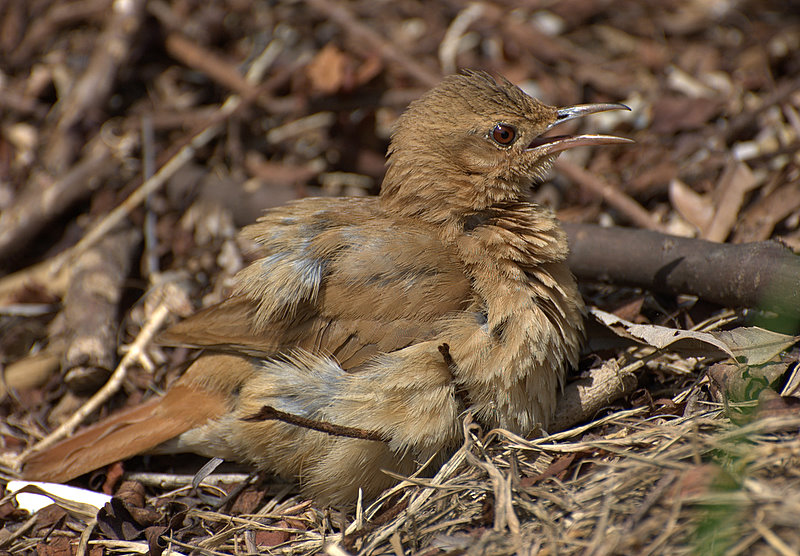
Exemplar imaturo

Ali a fêmea coloca de 3 a 4 ovos brancos, de casca frágil, que pesam de 4 a 7 g e medem de 27 a 29 mm de comprimento por cerca de 21 mm de diâmetro. A incubação, realizada pelo casal, só inicia consistentemente após a postura do terceiro ovo, levando de 14 a 18 dias. À noite, porém, parece que a incubação fica a cargo da fêmea. A taxa de natalidade é muito variável conforme a região. Os filhotes pouco depois de nascerem já apresentam comportamento defensivo, silvando como cobras e atacando intrusos com os bicos abertos, mas sem qualquer pontaria efetiva. Ambos os pais os alimentam. No início os adultos permanecem junto dos filhotes para aquecê-los, mas após oito dias de vida os pais vão passando mais tempo fora do ninho. Com 14 dias as crias já treinam seu canto, e aos 20 dias deixam o ninho, mas por alguns dias mais os pais ainda os alimentam. Se uma segunda postura se realiza na mesma temporada, os juvenis podem ajudar os pais a construir um novo ninho.
Entre seus inimigos estão o anu-branco, o guira-guira, que preda ovos e filhotes, o gavião-carijó, a águia-chilena, que destrói o ninho e preda filhotes, e o gambá, que preda ovos, filhotes e adultos e depois ocupa o ninho. Pardais podem expulsar o joão-de-barro para usar seu ninho. O Molothrus bonariensis pode parasitar os ninhos colocando ali seu ovo, para que o casal de o incube e crie o filhote alheio. Ninhos vazios são ocupados por uma grande variedade de aves, alguns insetos como abelhas e percevejos, além de cobras e pererecas. A andorinha Phaeoprogne tapera utiliza exclusivamente ninhos vazios de joão-de-barro para sua própria nidificação.
Ouça o canto do joão-de-barro

## Na cultura

Presença do pássaro e seu ninho na composição heráldica do brasão do cardeal uruguaio Daniel Fernando Sturla Berhouet.

O joão-de-barro é um pássaro muito popular, tanto que foi escolhido como a ave nacional da Argentina. Faz parte do folclore de várias regiões, sendo personagem de lendas. Uma delas diz que o macho pode encerrar uma fêmea infiel no ninho até que ela morra, o que nunca foi comprovado; Outra diz que ele constrói seu ninho com a abertura na direção oposta do vento e da chuva, mas as pesquisas realizadas apresentam resultados contraditórios. Também é dito que ele é um pássaro religioso, pois suspende a construção do ninho aos domingos e dias santos. Isso tampouco tem comprovação científica. Em algumas regiões interioranas seus ninhos vazios se tornam objetos de decoração doméstica.
Seu canto, junto com o de outros pássaros, foi uma inspiração para o compositor erudito Olivier Messiaen. Foi protagonista do livro infantil O Armário do João de Barro, de Christina Dias; deu seu nome a um projeto do governo brasileiro de construção de casas populares no interior, especialmente no Nordeste; foi tema de uma poesia de Cassiano Ricardo; é um motivo constante na obra do pintor José Antônio da Silva e foi cantado na conhecida toada caipira João de Barro, de Teddy Vieira e Muibo César Cury. A artista Celeida Tostes utilizou seus ninhos para a criação de uma instalação apresentada na Escola de Artes Visuais do Parque Lage em 1990. João de Barro é também o nome de uma música cantada por Maria Gadu e composta por Leandro Léo e Rafael Portugal. Além disso a ave já batizou uma plataforma criptográfica para a Autoridade Certificadora Raiz da Infra-estrutura de Chaves Públicas do Brasil uma ONG, um concurso nacional de literatura da prefeitura de Belo Horizonte.
Em Sobradinho, Região Administrativa do Distrito Federal, corre uma lenda de que a cidade foi fundada por um joão-de-barro, a quem ela também deve o nome, já que antigamente um viajante teria ali encontrado uma dessas aves a construir seu ninho, e ela, falando-lhe, disse que seria na forma de um "sobradinho", em memória das grandes casas de fazenda que um dia pontuavam a paisagem da região. Os indios avá guaraní assim explicam a origem do joão-de-barro: a jovem Kuairúi havia se enamorado de Tiantiá, um valoroso guerreiro. Queriam casar, mas o cacique Tabáire, pai de Kuairúi, não permitiu, porque a despeito de sua bravura Tiantiá não sabia construir uma cabana. Assim foram transformados em pássaros que ajudam um ao outro na construção do ninho.